# Nachal Chajal
Nachal Chajal (hebrejsky: נחל חיל nebo נחל חייל) je vádí v severní části Negevské pouště, která spadá do pobřežní nížiny, v jižním Izraeli a v pásmu Gazy.
Začíná v nadmořské výšce okolo 100 metrů severně od vesnice Mefalsim v Izraeli, poblíž vrchu Giv'at Nizmit. Směřuje pak k severozápadu mírně zvlněnou a zemědělsky využívanou krajinou a okamžitě vstupuje na území pásma Gazy. Zde prochází volnou zástavbou v jižní a jihozápadní části města Bajt Chanun, u kterého pak zprava ústí do toku Nachal Chanun.